# Veddas

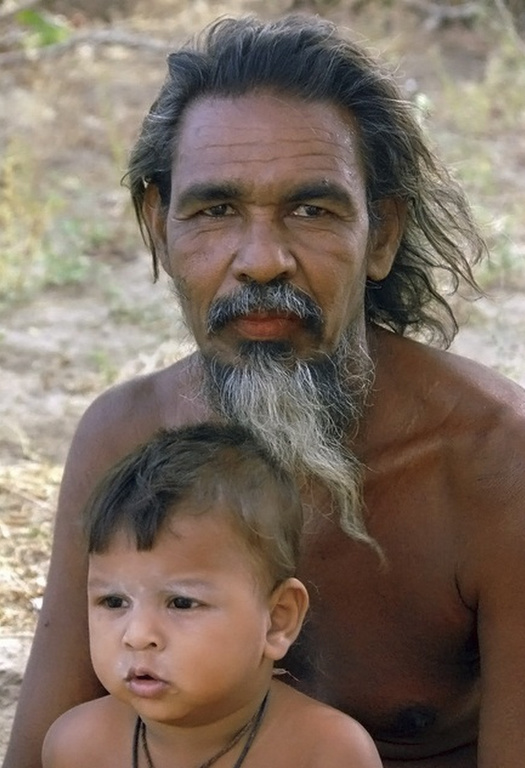
Vedda-Mann und Kind (Sri Lanka, 2002)

Die Vedda(s) oder Weddas – Eigenname Wanniyala-Aetto, singhalesisch වැද්දා Väddā, tamilisch வேடுவர் Vēṭuvar, fälschlich Bedda – sind ein indigenes Volk in Südasien auf Sri Lanka. Sie gelten als die ursprünglichen Einwohner der Insel (vergleiche die indische Bezeichnung Adivasi: „erste Siedler“). Für das Jahr 2002 wurde ihre Anzahl mit 2000 bis 2500 angenommen, womit sie eine verschwindende Minderheit der gesamten Landesbevölkerung (etwa 22 Millionen) bilden und ihre Kultur vom Aussterben bedroht ist.

## Wortherkunft
Das Wort Vedda könnte abstammen von Sanskrit vyādha („Jäger“) oder veddhṛ („Der, der durchbohrt“). Dennoch vermuten viele Wissenschaftler, dass es vom Dravidischen beziehungsweise vom Tamil-Wort vēdu („jagen“) stammt und möglicherweise von den Sanskrit-Sprechern als Lehnwort angenommen wurde.

## Siedlungsgebiete

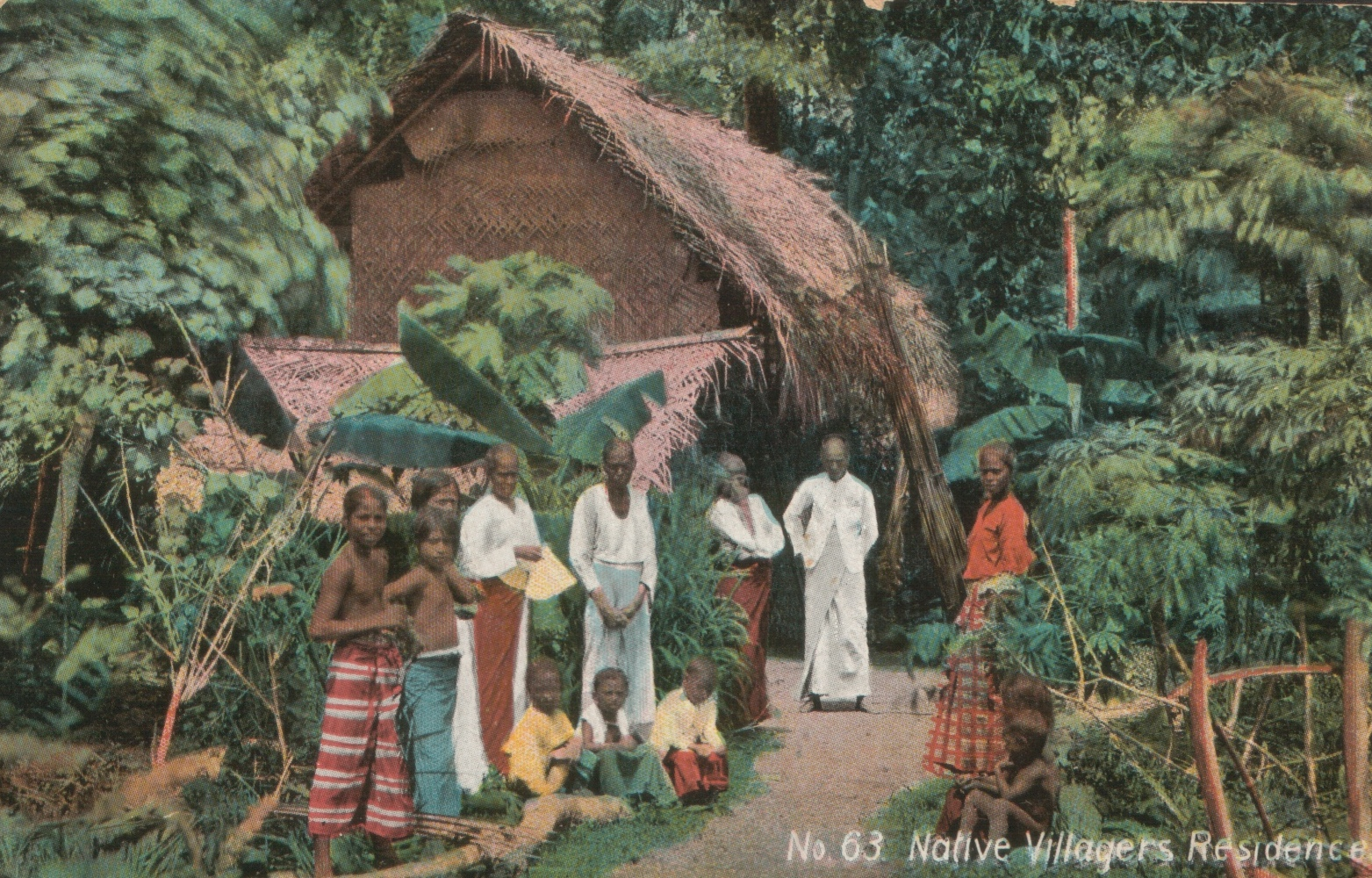
Native Villagers Residence: Wohnstätte in einem indigenen Dorf auf Sri Lanka (Postkarte um 1910)

Durch die Rodung des Dschungels und die Umwandlung in Ackerland wurde den Veddas schon früh ihr Jagdrevier als Jäger und Sammler genommen. Im 20. Jahrhundert wurden sie durch ehrgeizige Siedlungsprojekte immer weiter aus ihren angestammten Lebensräumen vertrieben. So wurden sie teils in Dörfer umgesiedelt, wo sie sich mit den ansässigen Singhalesen und Tamilen vermischten.
Gegenwärtig siedeln die Veddas hauptsächlich in Heningala (nahe Girandurukotte), im Maduru Oya Nationalpark und im Dschungel in der Nähe von Mahiyangana. Nur noch wenige Veddas leben ganz nach ihren ursprünglichen Gebräuchen.

## Ursprüngliche Lebensweise
Die Ureinwohner Sri Lankas waren ursprünglich Jäger und Sammler, sie wohnten in einfachen Lehm- und Holzhütten und lebten hauptsächlich von der Jagd und vom Honigsammeln. Bewaffnet waren sie mit Pfeil und Bogen. Als Jagdgehilfen hielten sie Hunde; diese bildeten den wertvollsten Besitz eines Vedda. Auch trugen sie stets ein Beil als Verteidigungsmittel und nützliches Werkzeug über der Schulter – es war für das Überleben im Dschungel unerlässlich. Dies gilt auch für diejenigen Veddas, die heute in Dörfern leben und das Beil eigentlich gar nicht mehr benötigten.
Ein Vedda-Gebiet, das Paguwa, hatte den Durchmesser eines Tagesmarsches und wurde mit in den Boden gesteckten Pfeilen markiert. Die Siedlungen, meist nicht größer als sieben Häuser, wurden immer nur von einer Familie bewohnt. Der Besitz wurde in väterlicher Linie vererbt, während sich die Verwandtschaft über die Linie der Mutter definierte. Die Veddas lebten in strikter Einehe.
Auch die ursprünglich lebenden Veddas begannen Gartenbau zu treiben. In der Chena, einer mit gefällten Bäumen eingezäunten Fläche, bauten die Frauen Mais, Kürbisse und Bohnen an, in neuerer Zeit auch Reis.

## Beziehung zur modernen Zivilisation

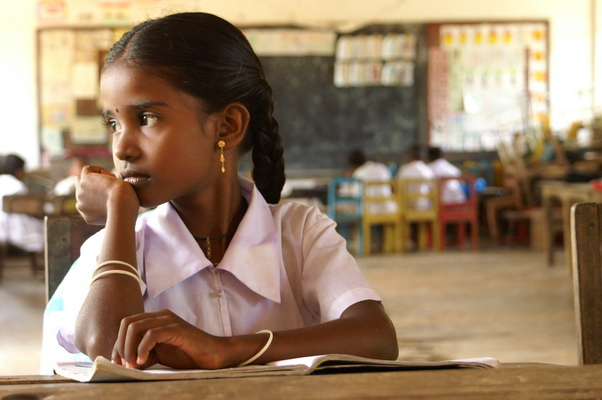
Vedda-Mädchen in Dambana (Sri Lanka, 2006)

Den Veddas war die moderne Zivilisation des restlichen Landes durchaus bewusst, allerdings schätzten sie diese nicht besonders. Mittlerweile hat sich das Verhältnis immer mehr verschlechtert: Die Veddas haben Mühe, sich im heutigen Sri Lanka zu behaupten und ihre eigenen Belange durchzusetzen.
Auch die Veddas, die nicht mehr im Dschungel leben, haben manche ihrer alten Rituale und Bräuche erhalten.
Bis heute haben sich die Ureinwohner ihren Totenkult bewahrt und führen in Zeiten der Not immer noch ihre Tänze zur Anrufung der Toten auf. Sie glauben an verschiedene Geister (verstorbene Verwandte sowie Naturgeister), die sie um Glück und Erfolg bei der Jagd bitten. Ihre ursprünglich animistische Lokalreligion hat sich über die Zeit mit buddhistischen oder hinduistischen Anschauungen vermischt.
Auch an der Hochzeitszeremonie hat sich nichts verändert. Ein heiratswilliger Mann muss beim Vater der Braut um ihre Hand anhalten. Er bringt ihm zu diesem Zweck Geschenke wie Honig, Betelblätter, Kokosnüsse, Reis und Fleisch. Geheiratet wird nur innerhalb eines Clans, der dieser Hochzeit zustimmen muss. Das Hochzeitsritual an sich ist einfach: Wenn die Braut einwilligt, bindet sie zur Besiegelung des Bundes dem Bräutigam ein Band aus den Blattfasern von Sansevieria zeylanica (niyande genannt) um die Hüfte. Dieselben Fasern wurden auch für Bogensehnen (diya lanuva) verwendet. Dieser Hochzeitsknoten bleibt bestehen, wird aber von Zeit zu Zeit erneuert. Als Mitgift bringt die Braut nützliche Dinge in die Ehe ein wie Jagdhunde, Töpfe oder eine Axt.
Den Veddas droht das gleiche Schicksal wie den meisten traditionalen Ethnien: Auf Grund von Assimilation wird die eigenständige Kultur und die Sprache der Veddas in absehbarer Zeit verschwunden sein. Nur noch einige wenige Gemeinschaften versuchen die alten Traditionen aktiv zu bewahren.